# Bosnië en Herzegovina op de Olympische Winterspelen 2010

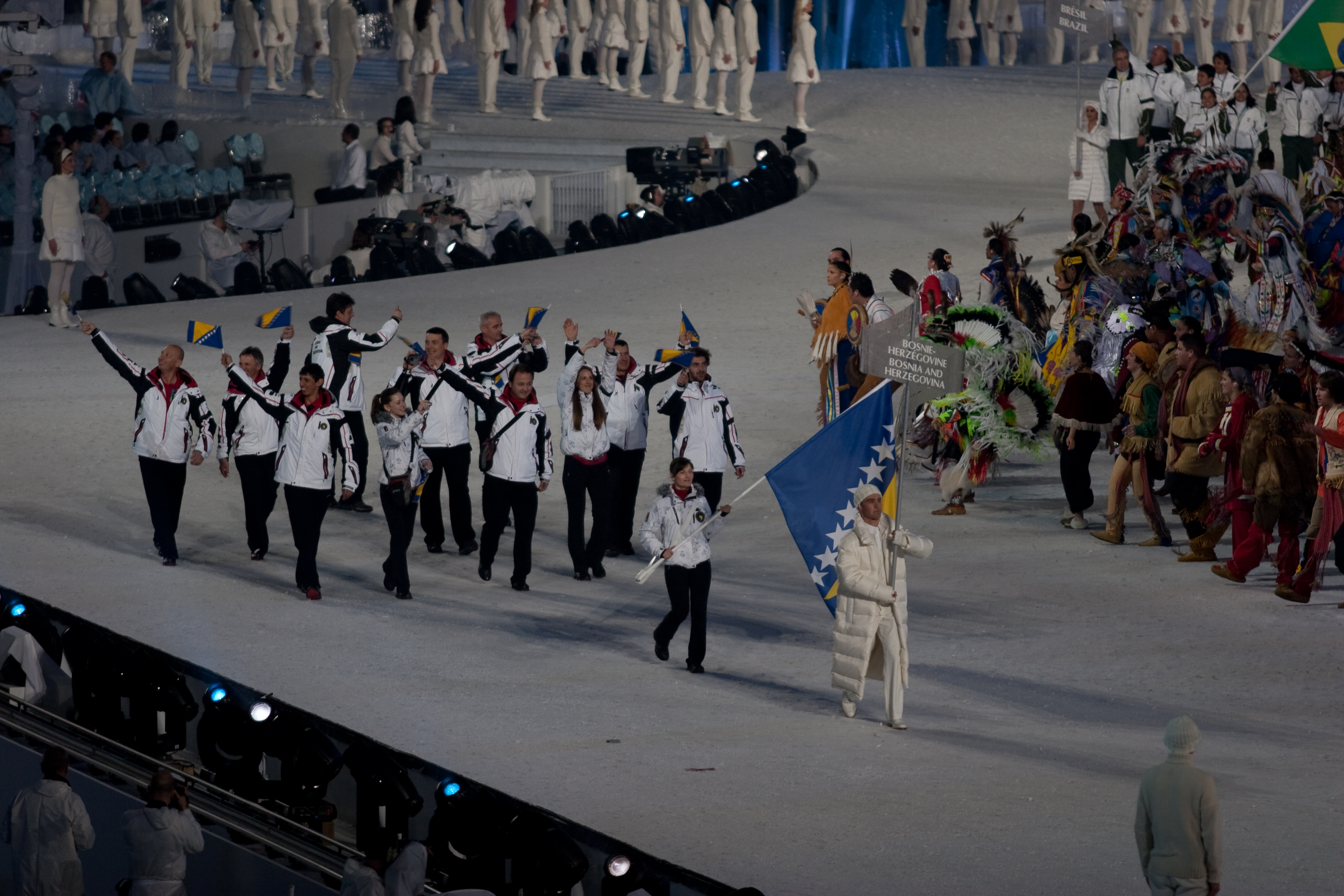
Het team van Bosnië en Herzegovina bij de opening

Tijdens de Olympische Winterspelen van 2010, die in Vancouver (Canada) werden gehouden, nam Bosnië en Herzegovina voor de vijfde keer deel aan de Winterspelen.

## Deelnemers en resultaten
(m) = mannen, (v) = vrouwen 

### Alpineskiën
| Olympiër       | Discipline       | Resultaat | Prestatie                                                          |
| -------------- | ---------------- | --------- | ------------------------------------------------------------------ |
| Marko Rudic    | reuzenslalom (m) | 58e       | run 1: 1.26,85 (66e) run 2: 1.29,51 (58e) totaal: 2.56,36 (+18,53) |
| Marko Rudic    | slalom (m)       | 36e       | run 1: 53,70 (40e) run 2: 55,46 (33e) totaal: 1.49,16 (+9,84)      |
|                |                  |           |                                                                    |
| Maja Klepić    | reuzenslalom (v) | 52e       | run 1: 1.27,37 (61e) run 2: 1.22,97 (53e) totaal: 2.50,34 (+23,23) |
| Maja Klepić    | slalom (v)       | DNF-2     | run 1: 59,43 (56e) run 2: niet gefinisht                           |
| Žana Novaković | reuzenslalom (v) | 41e       | run 1: 1.22,77 (48e) run 2: 1.18,02 (40e) totaal: 2.40,79 (+13,68) |
| Žana Novaković | slalom (v)       | 40e       | run 1: 58,19 (49e) run 2: 57,76 (40e) totaal: 1.55,95 (+13,06)     |

### Biatlon
| Olympiër      | Discipline        | Resultaat | Prestatie                         |
| ------------- | ----------------- | --------- | --------------------------------- |
| Tanja Karisik | 7,5 km sprint (v) | 88e       | 25.24,1 (+5.28,5) pen.: 2 (2 + 0) |

### Langlaufen
| Olympiër          | Discipline            | Resultaat | Prestatie         |
| ----------------- | --------------------- | --------- | ----------------- |
| Mladen Plakalovic | 15 km vrije stijl (m) | 78e       | 39.41,4 (+6.05,1) |
|                   |                       |           |                   |
| Tanja Karisik     | 10 km vrije stijl (v) | 72e       | 31.30,4 (+6.32,0) |

Albanië · Algerije · Andorra · Argentinië · Armenië · Australië · Azerbeidzjan · België · Bermuda · Bosnië en Herzegovina · Brazilië · Bulgarije · Canada · Chili · China · Chinees Taipei · Colombia · Cyprus · Denemarken · Duitsland · Estland · Ethiopië · Finland · Frankrijk · Georgië · Ghana · Griekenland · Groot-Brittannië · Hongarije · Hongkong · Ierland · IJsland · India · Iran · Israël · Italië · Jamaica · Japan · Kaaimaneilanden · Kazachstan · Kirgizië · Kroatië · Letland · Libanon · Liechtenstein · Litouwen · Macedonië · Marokko · Mexico · Moldavië · Monaco · Mongolië · Montenegro · Nederland · Nepal · Nieuw-Zeeland · Noord-Korea · Noorwegen · Oekraïne · Oezbekistan · Oostenrijk · Pakistan · Peru · Polen · Portugal · Roemenië · Rusland · San Marino · Senegal · Servië · Slovenië · Slowakije · Spanje · Tadzjikistan · Tsjechië · Turkije · Verenigde Staten · Wit-Rusland · Zuid-Afrika · Zuid-Korea · Zweden · Zwitserland